# Keijo Kurttila
Keijo Tapio Kurttila (ur. 8 kwietnia 1975 r. w Utajärvi) – fiński biegacz narciarski, reprezentant klubu Kuusamon Erä-Veikot.

## Kariera
Po raz pierwszy na arenie międzynarodowej pojawił się 11 stycznia 1996 roku w Kaustinen, gdzie w zawodach Pucharu Kontynentalnego zajął 32. miejsce w biegu na 10 km techniką klasyczną. W Pucharze Świata zadebiutował 27 grudnia 1999 roku w Engelbergu, zajmując 41. miejsce w sprincie stylem klasycznym. Pierwsze pucharowe punkty zdobył dwa dni później w Kitzbühel, gdzie zajął 24. miejsce w sprincie stylem dowolnym. Na podium zawodów tego cyklu pierwszy raz stanął 6 stycznia 2002 roku w Val di Fiemme, gdzie rywalizację w sprincie stylem dowolnym ukończył na drugim miejscu. W zawodach tych rozdzielił na podium Norwega Tronda Iversena i Thobiasa Fredrikssona ze Szwecji. W kolejnych startach jeszcze trzykrotnie stawał na podium indywidualnych zawodów PŚ, jednak nie odniósł zwycięstwa. Najlepsze wyniki osiągnął w sezonie 2004/2005, kiedy w klasyfikacji generalnej zajął 29. miejsce.
W 2002 roku wziął udział w igrzyskach olimpijskich w Salt Lake City, gdzie zajął 25. miejsce w sprincie stylem dowolnym. Na rozgrywanych cztery lata później igrzyskach w Turynie w tej samej konkurencji zajął 23. miejsce, a w sprincie drużynowym był piąty. W międzyczasie wystartował na mistrzostwach świata w Val di Fiemme w 2003 roku i rozgrywanych dwa lara później mistrzostwach świata w Oberstdorfie, gdzie rywalizację w sprintach kończył na piętnastej pozycji.

## Osiągnięcia

### Igrzyska olimpijskie
| Miejsce | Dzień     | Rok  | Miejscowość    | Konkurencja                        | Czas biegu | Strata | Zwycięzca        |
| ------- | --------- | ---- | -------------- | ---------------------------------- | ---------- | ------ | ---------------- |
| 25.     | 19 lutego | 2002 | Salt Lake City | Sprint stylem dowolnym             | 2:56,9     | -      | Tor Arne Hetland |
| 5.      | 14 lutego | 2006 | Turyn          | Sprint drużynowy stylem klasycznym | 17:02,9    | +18,6  | Szwecja          |
| 23.     | 22 lutego | 2006 | Turyn          | Sprint stylem dowolnym             | 2:26,5     | -      | Björn Lind       |

### Mistrzostwa świata
| Miejsce | Dzień     | Rok  | Miejscowość   | Konkurencja                      | Czas biegu | Strata | Zwycięzca           |
| ------- | --------- | ---- | ------------- | -------------------------------- | ---------- | ------ | ------------------- |
| 15.     | 26 lutego | 2003 | Val di Fiemme | Sprint stylem dowolnym           | 3:12,1     | -      | Thobias Fredriksson |
| 15.     | 22 lutego | 2005 | Oberstdorf    | Sprint stylem klasycznym         | 2:32,1     | -      | Wasilij Roczew      |
| 15.     | 22 lutego | 2005 | Oberstdorf    | Sprint drużynowy stylem dowolnym | 14:08,6    | -      | Norwegia            |

### Puchar Świata

#### Miejsca w klasyfikacji generalnej
- sezon 1999/2000: 109.
- sezon 2000/2001: 94.
- sezon 2001/2002: 31.
- sezon 2002/2003: 37.
- sezon 2003/2004: 86.
- sezon 2004/2005: 29.
- sezon 2005/2006: 88.
- sezon 2006/2007: 87.

#### Miejsca na podium chronologicznie
| Nr | Dzień      | Rok  | Miejscowość   | Konkurencja              | Czas biegu | Pozycja | Strata | Zwycięzca           |
| -- | ---------- | ---- | ------------- | ------------------------ | ---------- | ------- | ------ | ------------------- |
| 1. | 6 stycznia | 2002 | Val di Fiemme | Sprint stylem dowolnym   | ?          | 2.      | ?      | Trond Iversen       |
| 2. | 13 marca   | 2002 | Oslo          | Sprint stylem klasycznym | ?          | 3.      | ?      | Jens Arne Svartedal |
| 3. | 11 marca   | 2003 | Drammen       | Sprint stylem klasycznym | ?          | 2.      | ?      | Jens Arne Svartedal |
| 4. | 16 marca   | 2005 | Göteborg      | Sprint stylem dowolnym   | ?          | 2.      | ?      | Trond Iversen       |